# Литвинівська волость (Харківська губернія)
Литвинівська волость — історична адміністративно-територіальна одиниця Старобільського повіту Харківської губернії із центром у слободі Литвинівка.
Станом на 1885 рік складалася з 2 поселень, 4 сільських громад. Населення — 9506 осіб (4785 чоловічої статі та 4721 — жіночої), 1151 дворове господарство.
|                     | Площа, десятин | У тому числі орної, дес. |
| ------------------- | -------------- | ------------------------ |
| Сільських громад    | 21549          | 15510                    |
| Приватної власності | —              | —                        |
| Казенної власності  | 1351           | 15                       |
| Іншої власності     | 232            | 35                       |
| Загалом             | 23132          | 15560                    |

Поселення волості станом на 1885:
- Литвинівка — колишня державна слобода при річці Сухий Обитік за 30 верст від повітового міста, 4850 осіб, 405 дворових господарств, православна церква, школа, 2 поштові станції, лавка, щорічний ярмарок.
- Брусівка — колишня державна слобода при річці Сухий Обитік, 2422 особи, 369 дворових господарств, православна церква.
- Караяшник — колишня державна слобода, 864 особи, 170 дворових господарства, православна церква.
- Шуліківка — колишній державний хутір при річці Обитік, 1370 осіб, 207 дворових господарств, православна церква.

Найбільші поселення волості станом на 1914 рік:
- слобода Литвинівка — 5182 мешканці;
- слобода Брусівка — 3686 мешканців;
- слобода Шуліківка — 1894 мешканці;
- слобода Караяшник — 1302 мешканці.

Старшиною волості був Никифор Васильович Гниденко, волосним писарем — Дмитро Єпіфанович Ісаков, головою волосного суду — Прокіп Петрович Лисак.